# Двойная Женева
«Двойна́я Жене́ва» (фр. Double de Genève) — филателистическое название первой стандартной почтовой марки швейцарского кантона Женева 1843 года. Является примером делимой марки.

## Описание
Номинал — 5 + 5 сантимов. Марка состоит практически из двух марок с текстами: «5 °C. Port local», соединённых общей верхней планкой с надписью: «10 PORT CANTONAL Cent.». В центре каждой из частей марки изображён герб кантона Женева. Отпечатаны они методом глубокой печати чёрной краской на зелёной бумаге. Автор эскиза неизвестен.

## История
Марка была выпущена 30 сентября 1843 года. Печаталась фирмой «Литография Шмид». Находилась в почтовом обращении до 30 сентября 1854 года.
«Двойная Женева» представляет собой делимую марку — интересную попытку при помощи одной марки обеспечить два почтовых района Женевы различными тарифами. Если письмо направлялось в пределах городского округа Женевы, то для этого отрезалась и использовалась любая половина марки номиналом в 5 сантимов, сдвоенной маркой номиналом в 10 сантимов оплачивалась пересылка писем в границах кантона.
«Двойной Женевы» было продано всего примерно 6 тысяч штук. Это объясняется тем, что после выхода марок население отнеслось к этому нововведению весьма отрицательно. Дело в том, что до введения марок стоимость пересылки письма оплачивалась адресатом. Поэтому многие посчитали невежливым франкировать письма марками, опасаясь, что у адресата может сложиться впечатление, что он не располагает средствами для оплаты пересылки письма. Чтобы увеличить сбыт марок, почта в 1845 году продавала 10 штук «Двойной Женевы» стоимостью 1 франк за 85 раппен.
Иногда по невнимательности «Двойная Женева» разрезалась неправильно. Известны экземпляры, состоящие из двух вертикально расположенных друг над другом половинок или горизонтально соединённых между собой правой и левой половин марки. Такие экземпляры крайне редки и очень высоко оцениваются в каталогах.